# Stokmarknes
Stokmarknes is een plaats in de Noorse gemeente Hadsel, provincie Nordland. Stokmarknes telt 3081 inwoners (2007) en heeft een oppervlakte van 2,49 km². De plaats ligt op Hadseløya en is het administratief centrum van de gemeente Hadsel. Men treft er in de omgeving overblijfselen aan van oude nederzettingen die teruggaan tot de ijzertijd.
In 1776 kreeg de plaats het statuut van geprivilegieerde handelsplaats. Stokmarknes was uitstekend gelegen voor de schepen die langs Vesterålen voeren voordat in 1922 de ondiepe Risøyrenna uitgebaggerd werd en  voor de scheepvaart werd opengesteld. Van 1850 tot de Tweede Wereldoorlog was Stokmarknes het centrum van een grote zomermarkt voor de kustbewoners van Helgeland en de eilandbewoners van Vesterålen.
Stokmarknes heeft een ziekenhuis dat een regiofunctie heeft. Vanaf het vliegveld is er een verbinding met Bodø. Ook is het aanlegplaats voor Hurtigruten, dat er een museum heeft.

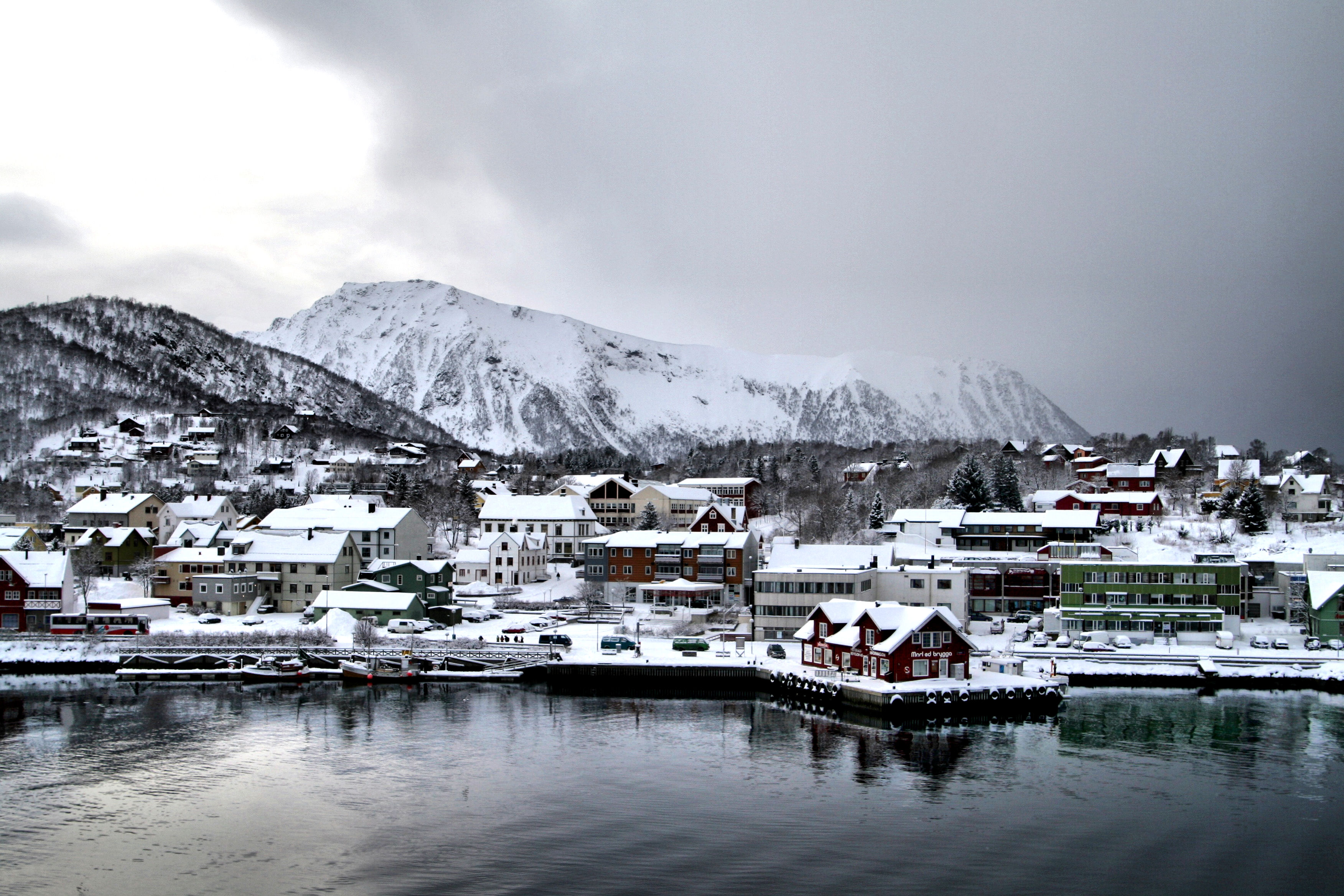
Stokmarknes in de winter